# Himitsu no tobira kara ai ni kite
Himitsu no tobira kara ai ni kite (jap. 秘密の扉から会いにきて) – dwudziesty czwarty singel japońskiej piosenkarki Yukari Tamury, wydany 5 lutego 2014. Utwór tytułowy został użyty jako opening anime Nō-Rin. Singel osiągnął 6 pozycję w rankingu Oricon i pozostał na niej przez 8 tygodni, sprzedał się w nakładzie 23 988 egzemplarzy.

## Lista utworów
| Nr | Tytuł                                                             | Słowa       | Kompozycja       | Aranżacja          | Czas |
| -- | ----------------------------------------------------------------- | ----------- | ---------------- | ------------------ | ---- |
| 1. | "Himitsu no tobira kara ai ni kite" (jap. 秘密の扉から会いにきて) | Aki Hata    | Masatomo Ōta     | Masatomo Ōta, EFFY | 3:35 |
| 2. | "Relief no hito kakera" (jap. レリーフのひとかけら)               | Gorō Matsui | Yū Sasaki        | EFFY               | 4:39 |
| 3. | "I DO Ai" (jap. I DO 愛)                                          | Gorō Matsui | Toshimichi Tsuge | Toshimichi Tsuge   | 3:52 |

## Notowania
| Lista                             | Pozycja |
| --------------------------------- | ------- |
| Oricon Weekly Singles Chart       | 6       |
| Billboard Japan Hot 100           | 12      |
| Billboard JAPAN Hot Animation     | 1       |
| Billboard JAPAN Hot Singles Sales | 7       |
| SoundScan Japan                   | 7       |